# Piccoliïta
La piccoliïta és un mineral de la classe dels fosfats. Rep el nom en honor dels col·leccionistes de minerals Gian Paolo Piccoli (1928–1996) i el seu fill Gian Carlo (n. 1953) per la seva contribució al coneixement de la mineralogia regional del Piemont.

## Característiques
La piccoliïta és un arsenat de fórmula química NaCaMn3+₂(AsO₄)₂O(OH). Va ser aprovada com a espècie vàlida per l'Associació Mineralògica Internacional l'any 2017. Cristal·litza en el sistema ortoròmbic. La seva duresa a l'escala de Mohs és 5 a 5,5.
Els exemplars que van servir per a determinar l'espècie, el que es coneix com a material tipus, es troben conservats a les col·leccions del Museu d'Història Natural de la Universitat de Pisa (Itàlia), amb el número de catàleg: 19906, i al Museu de ciències naturals «F. Eusebio».

## Formació i jaciments
Va ser descrita a partir de les mostres obtingudes a dos indrets de la província de Cuneo, al Piemont (Itàlia): la mina Valletta, a la localitat de Vallone della Valletta, i a la mina Montaldo, a Borgata Oberti. Aquests dos indrets són els únics de tot el planeta on ha estat descrita aquesta espècie mineral.